# Silvianópolis
Silvianópolis là một đô thị thuộc bang Minas Gerais, Brasil. Đô thị này có diện tích 312,043 km², dân số năm 2007 là 6018 người, mật độ 18,8 người/km².